# Bruno Rodschinka
Bruno Rodschinka, né le 25 août 1891 à Dresde (royaume de Saxe) et mort le 6 novembre 1929 à Godstone (comté du Surrey) en Angleterre, était un aviateur allemand. Il a combattu dans les rangs de la Luftstreitkräfte durant la Première Guerre mondiale. Devenu pilote de ligne après-guerre, il a trouvé la mort dans un des premiers crashes d’une ligne aérienne régulière, entre Londres et Amsterdam.